# Ruusmäe
Ruusmäe – wieś w Estonii, w prowincji Võru, w gminie Haanja. W obszarze wsi znajduje się jezioro Ruusmäe. 